# Kasiti
Kasiti ili Kosejci su bili drevni narod prvotno nastanjen podno planinskog masiva Zagros na zapadu današnjeg Irana. Za vrijeme općeg političkog kaosa na Starom Istoku u 16. stoljeću pr. Kr. Kasiti su uspjeli ovladati južnom Mezopotamijom odnosno uspostaviti najdugovječniju babilonijsku dinastiju koja je propala tek u 12. stoljeću pr. Kr. Kasitsko etničko podrijetlo nije poznato niti njihov jezik pripada bilo kojoj poznatoj jezičnoj porodici.

## Kasitska dinastija u Babiloniji
Kasiti se prvi put u povijesti pojavljuju se u 18. stoljeću pr. Kr. kada neuspješno pokušavaju osvojiti Babiloniju kojom je vladao Hamurabijev sin Samsuluna. Nakon što Hetiti osvajaju Babilon 1531. pr. Kr. (prema kratkoj kronologiji), Kasiti postepeno pokoravaju dijelove sjeverne Mezopotamije, dok je čitava babilonijska država bila osvojena sredinom 15. stoljeća pr. Kr. Hetiti su kao ratni plijen odnijeli kip božanstva Marduka, no Kasiti su ga kasnije uspjeli vratiti u Babilon i počeli ga poistovjećivati s njihovim vrhovnim bogom Šukamunom. Prvi kasitski vladar u Babilonu bio je Agum II.
Okolnosti njihova uspona nisu poznate zbog izostanka dokumentacije iz tzv. „mračnog doba”: niti jedan dokument ili natpis na kasitskom jeziku nije očuvan, a postoji mogućnost kako je vladajuća administrativna elita bila i nepismena. Kasitski vladari preimenovali su Babilon u „Karanduniaš”, a grad je ponovo postao politička i vojna sila šire regije.  Sagrađena je i nova prijestolnica Dur-Kurigalzu (današnje predgrađe Bagdada) u čast kasitskog vladara Kurigalze I., a njegovi nasljednici Kadašman Enlil I. i Burnaburiaš II. održavali su pisane diplomatske kontakte s egipatskim faraonima Amenhotepom III. i Akhenatonom (Amenhotep IV.) koji su danas poznati kao pisma iz Amarne (pronađene na gornjem toku Nila u Egiptu).
Mnoga od tih pisama pisana su akadskim klinopisom što dokazuje kako je taj jezik tada bio lingua franca diplomacije i trgovine na Starom Istoku. Iz tih je pisama vidljiv postupni pad ugleda Babilonije, od sile kojoj faraon šalje zlato ne bi li imao njezine princeze u haremu, do znakova očite slabosti kad se babilonijski kraljevi žale jer u Egiptu primaju asirske poslanike. Riječ je vjerojatno o kraju 14. stoljeća pr. Kr. kada se jedan babilonski kralj oženio asirskom princezom, našto ga je narod svrgnuo. asirski kralj Ašur-ubalit (princezin otac) osvaja Babilon i ondje postavlja svog vladara.
Za vrijeme jedne od asirsko-babilonskih bitaka Asirci pljačkaju Babilon i odnose Mardukov kip, no Babilonija se brzo oporavlja i čini se da je kroz neko vrijeme imala i prevlast nad Asirijom. U tom se razdoblju događa i mala vjerska revolucija jer su velikaši tražili da se Marduk prizna vrhovnim božanstvom, na što je kralj na kraju morao i pristati (oko 1200. pr. Kr.), što je vjerojatno imalo i neke ekonomske učinke.

## Pad i ostavština
Godine 1155. pr. Kr. Elamiti zarobljuju i odvode posljednjeg kasitskog kralja Babilonije, a kao ratni plijen ponovo odnose i Mardukov kip. U razdoblju kasitske vlasti, osim započetih religijskih promjena i graditeljskih pothvata, značajna je i književna djelatnost. Upravo u to doba svoj konačni oblik dobiva Ep o Gilgamešu, a nastaju i brojna pjesnička djela (osobito o kraljevima).

## Poveznice
- Babilonija